# 克爾諾夫猶太會堂

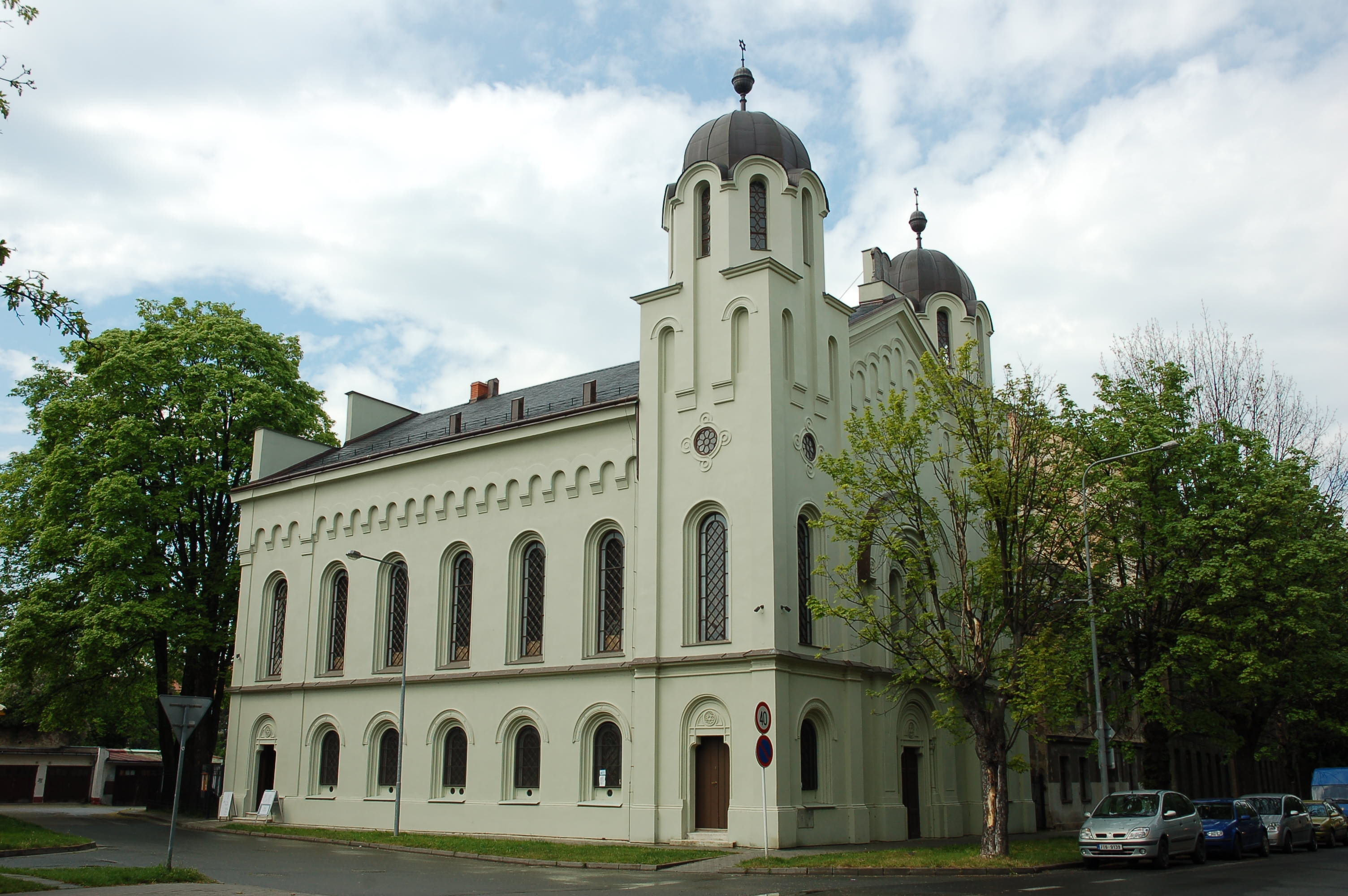

克爾諾夫猶太會堂（Krnov Synagogue）是捷克城市克爾諾夫的一座猶太會堂。這座猶太會堂修建於1871年。在1938年，這座猶太會堂雖然被暫停用作宗教活動，但建築得以倖存。

## 外部連結
- Article about the restoration of the synagogue （页面存档备份，存于）